# Рочинка
Рочинка (пол. Roczynka) — річка в Польщі, у Вадовицькому й Освенцимському повітах Малопольського воєводства. Права притока Соли, (басейн Балтійського моря).

## Опис
Довжина річки приблизно 26,61 км, найкоротша відстань між витоком і гирлом — 19,03 км, коефіцієнт звивистості річки — 1,40 . Формується притоками, безіменними струмками та загатами.

## Розташування
Бере початок у ґміні Андрихув. Тече переважно на північний захід через Рочини, Буловицю, Кенти, Нове Село, Малець, Каньчугу, Белану, Ленкі і перед Ґроєць впадає у річку Солу, праву притоку Вісли.

## Притоки
- Золотий Потік, Шибувка (ліві); Малецький Потік, Ольшини (праві).

## Цікаві факти
- У Географічному словнику королівства Польського та інших країв у одному із описів (Т.IX c. 649) середню частину річки називають Махута, а у іншому описі (Т.I c. 472) — Буловка.